# Werkverschaffing

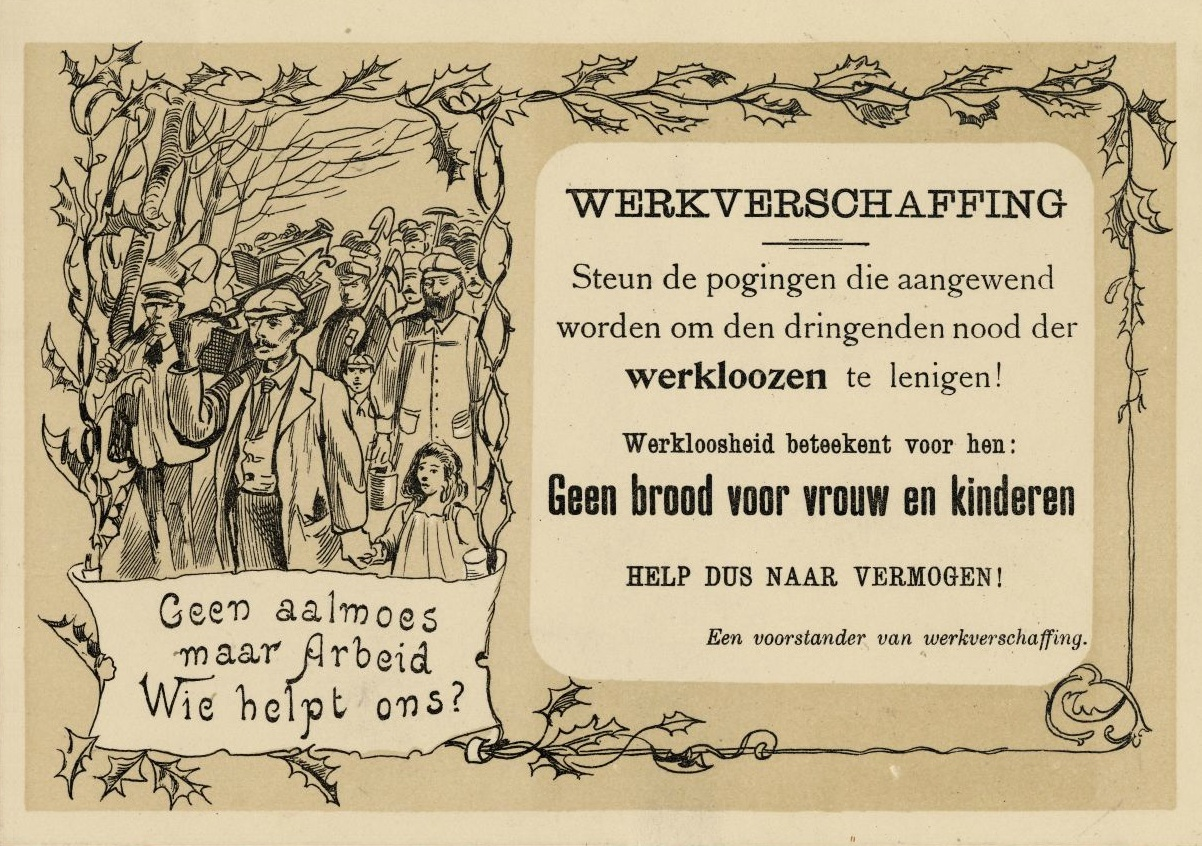
Pamflet uit 1907 waarin wordt opgeroepen tot werkverschaffingsprojecten voor werklozen.

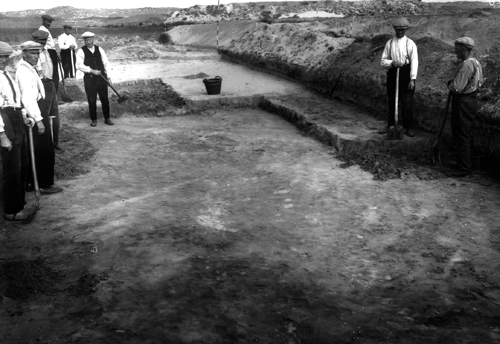
Voor deze archeologische opgravingen bij Ockenburgh (bij Den Haag) werd gebruikgemaakt van werklozen.

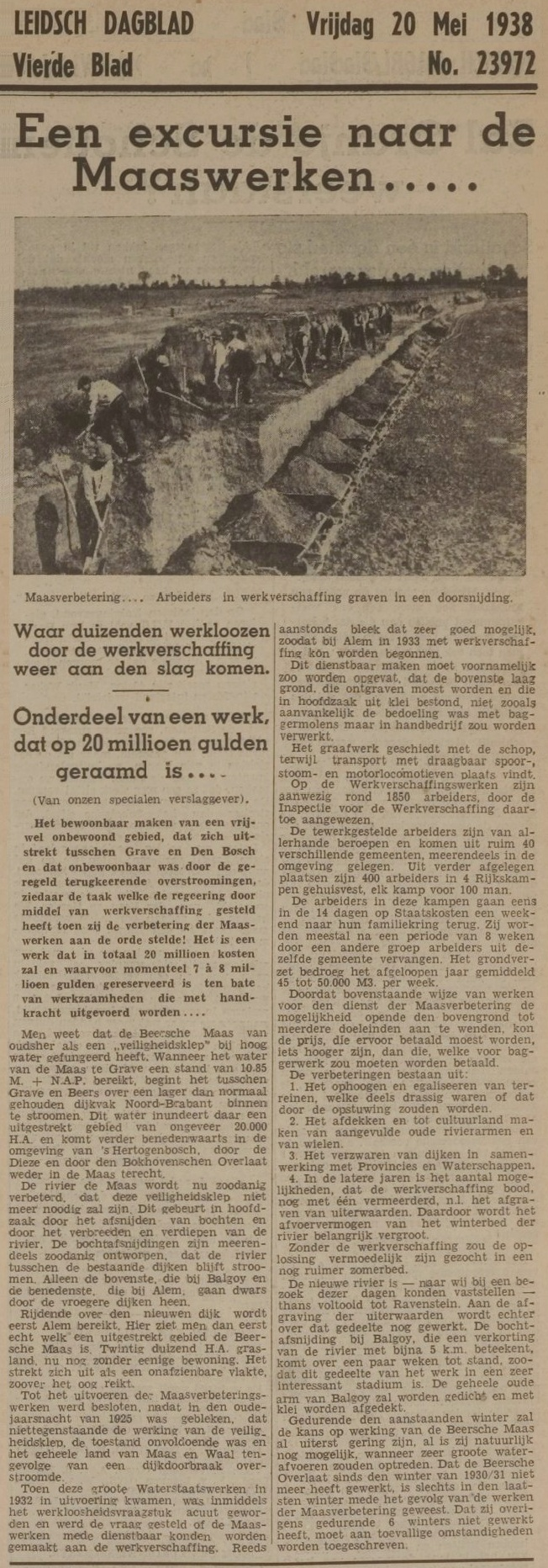
Artikel uit het Leidsch Dagblad van 20 mei 1938 over de verbeteringen aan de Beersche Maas en de tewerkstelling van 1850 werklozen daarbij, die deels in 'Rijkskampen' waren gehuisvest. Aanklikken voor een leesbaar artikel.

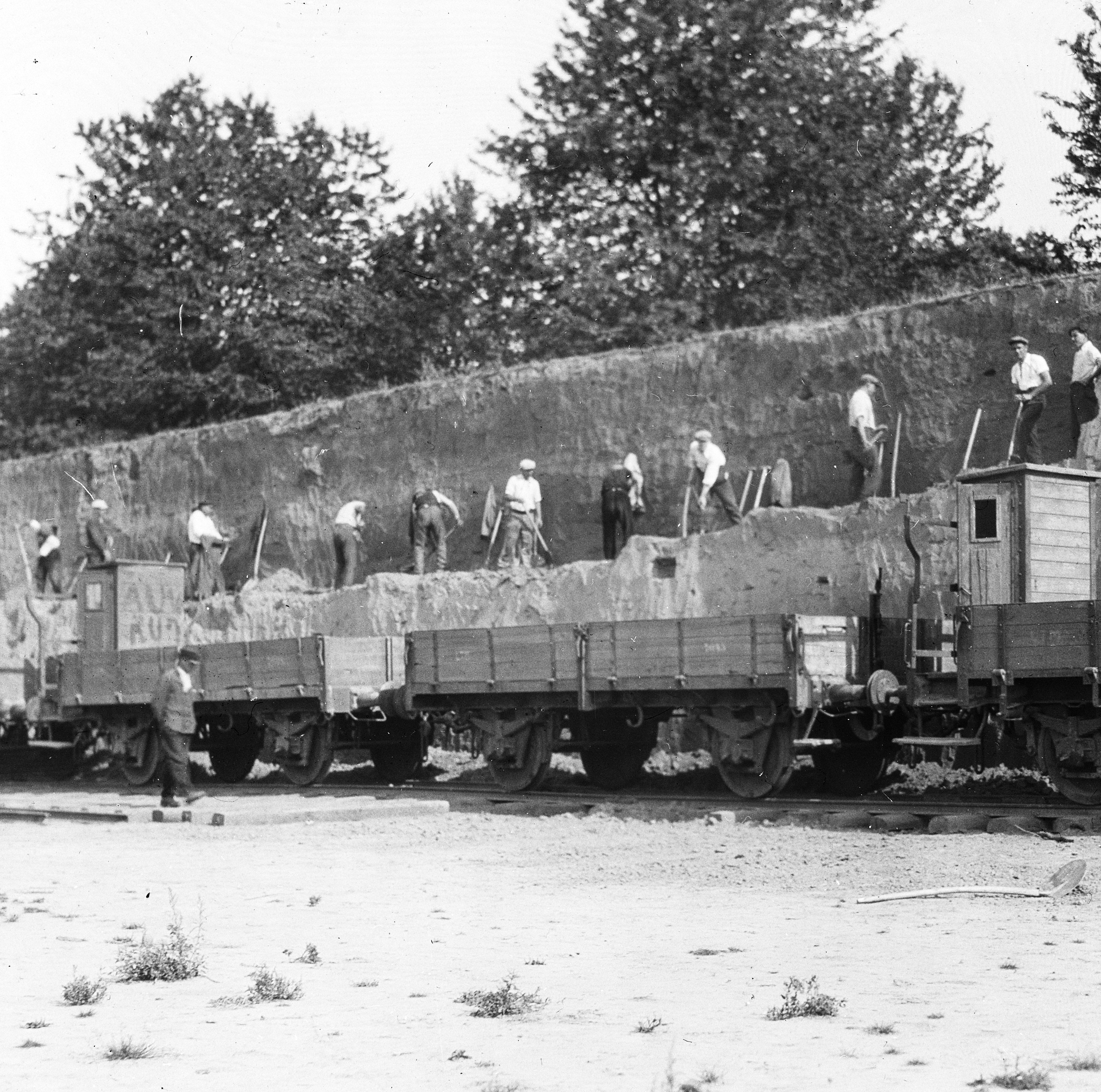
Leemafgraving als werkverschaffingsproject in de jaren dertig nabij de Akersteenweg/Keerderstraat te Heer-Maastricht.

Werkverschaffing is het organiseren van projecten om werklozen een nuttige tijdsbesteding te geven. Hoewel het begrip werkverschaffing reeds in de negentiende eeuw voorkomt, is het vooral bekend uit de crisisjaren, de jaren 1930-1940. Wereldwijd was er in die periode een zeer grote werkloosheid. In Sydney, Australië werd bijvoorbeeld de Sydney Harbour Bridge gebouwd als werkverschaffingsproject.

## Werkverschaffing in Nederland
In Nederland werd vanaf de jaren twintig van de 20ste eeuw een groot aantal werkverschaffingsprojecten opgezet. In de werkverschaffing kregen de werklozen geen echte baan aangeboden, maar werden ze door de overheid verplicht om in grote werkploegen ongeschoold werk uit te voeren bijvoorbeeld het ontginnen van een hoogveengebied of het graven van kanalen. Dit alles gebeurde met schop, kruiwagen en kiepkar. De werkverschaffing was omstreden, met name in socialistische kringen werd de werkverschaffing als een vorm van uitbuiting beschouwd. Het werk was zwaar, de werkweken zo'n 50 uur, de omstandigheden erbarmelijk en het loon was maar net genoeg om met een gezin rond te komen. In 1939 verdiende iemand in de werkverschaffing 14 tot 17,50 gulden per week (omgerekend naar 2013 tussen de € 120,00 en € 150,00). In de nabijheid van de projecten liet de overheid zogenoemde "werkkampen" bouwen, waar de tewerkgestelden woonden. Alleen zaterdagavond en zondag konden zij thuis zijn.
Werklozen die weigerden of zij die het werk niet konden volhouden, kregen geen steun en waren aangewezen op de armenzorg, wat in die dagen als een blamage werd gezien. Veel werkverschaffingsprojecten werden uitgevoerd onder leiding van de Nederlandse Heidemaatschappij (de Heidemij). De overheid bepaalde de projecten, de werktijden en de lonen, de Heidemij hield toezicht op de arbeiders. Heidemij-medewerkers gaven orders, hielden iedereen in de gaten, betaalden het loon uit en hielden contact met de overheid. Toezichthouders van de Heidemij werden door de arbeiders 'stoklopers' genoemd. De naam verwijst naar de stok die opzichters en uitvoerders vroeger bij zich droegen. Zo'n stok had een vaste lengte en werd in de turfwinning gebruikt om de hoeveelheid geproduceerde turf vast te stellen. Hoewel het opmeten bij de Heidemij allang niet meer met een meetstok werd gedaan, bleef de term bestaan en werd het woord nog gebruikt om een opzichter c.q. uitvoerder aan te duiden. Onenigheid met een stokloper kon snel leiden tot ontslag. De arbeiders protesteerden dan ook niet, want ontslag betekende armenzorg.
Ook de Grontmij heeft in het kader van de werkverschaffing projecten uitgevoerd voor de overheid (waaronder de verbetering van de Beilervaart (1926) en de aanleg van Vliegveld Eelde (1931)).
In de tweede helft van de jaren dertig zwol de kritiek op de werkverschaffing aan, de omstandigheden van de arbeiders noemde men onmenselijk. In een gedenkboek van de Heidemij uit 1946 staat te lezen: "(De Heidemij) is wellicht weleens wat onbewogen geweest in jaren, toen meer bewogenheid ons volk ten goede zou zijn gekomen." Dat wordt gevolgd door: "Doch ook waar wij moeten zeggen dat de Heidemaatschappij haar plicht strikt heeft vervuld, zou het menigeen onzer toch liever zijn, wanneer wij konden zeggen dat zij in die tijd (periode van de werkverschaffing) het woord had genomen en in een gericht betoog andere wegen had aanbevolen." Bij het honderdjarig bestaan van de Heidemij vermeldt het bedrijf (later opgevolgd door ARCADIS) deze kritische noten niet in het jubileumboek.
In 1936 stelde minister Marcus Slingenberg een rouleersysteem in, waarbij werklozen afwisselend steun kregen en in de werkverschaffing konden werken. In 1939 werd door de regering de Rijksdienst voor de Werkverruiming opgericht. Na de oorlog was de werkloosheid ook zeer groot, mede daardoor werd de werkverschaffing weer ingesteld - ditmaal onder de naam Dienst Uitvoering Werken, kortweg D.U.W.

### Voorbeelden van werkverschaffingsprojecten
De volgende projecten zijn gerangschikt op alfabetische volgorde naar locatie.
- Alphen aan den Rijn: Bospark
- Amersfoort: Pinetum Birkhoven
- Amsterdam: Bosbaan
- Amsterdam: Het Boschplan (Amsterdamse Bos)
- Apeldoorn: Park Berg & Bos
- Biesbosch: Polder de Biesbosch (1926-1927)
- Boxtel: Afwateringskanaal
- Buinen: Kanaal Buinen-Schoonoord
- Den Haag, Ockenburg: Archeologische opgravingen o.l.v. het Rijksmuseum van Oudheden te Leiden (1930-1936)
- Den Helder: Donkere Duinen
- Den Helder: Timorpark
- Dordrecht: Biesboschpolder
- Dordrecht: Wantijpark
- Dordrecht:Wantijbad (1936)
- Een: ontginning Eenerveld (1928)
- Ede: Openluchttheater
- Enter: Dempen van de grachten rondom de voormalige havezate Leyerweerd en verbreden van de Entergraven
- Gaasterland (streek): Werkkamp Elfbergen
- Giekerk: Zandafgraverij
- Gouda: Julianasluis en Gouwekanaal.
- Groningen: Van Starkenborghkanaal
- Hardenberg: Aanleg boswachterij Hardenberg bij Rheeze
- Hardenberg (Ambt): Kamp Balderhaar, ontginning Bentheimerveen
- 's-Hertogenbosch: Sportpark De Hooge Donken (voltooid in 1926)
- 's-Hertogenbosch: Verbeteren van de verkeersweg Nijmegen - 's-Hertogenbosch
- 's-Hertogenbosch: Aanleg Prins Hendrik-park (voltooid in 1936)
- Hilversum: Park met siervijvers in recreatiegebied Anna's Hoeve (1933)
- Kaakhorn: Aanleg Linthorst Homanpolder
- Leiden: Stadspark Leidse Hout
- Leiden: Kanalisatie van de Zijl tussen Leiden en de Kagerplassen (1936-1937)
- Loppersum: Zoutwaterbad (1933)
- Maas: Kanalisatie van de Maas
- Maastricht: Afvoerkanaal Boschpoort (jaren 1930), berenkuil (1920-1921), woningbouw Boschpoort (1935), restaurant Fort Sint Pieter (1936), demping winterbed Maas (Stadstraverse A2,  Oranjeplein, Koningsplein), aanleg Viaductweg (1933-1936)[4]
- Mariënberg werkkamp Kloosterhaar
- Middelburg: Kanaal in waterwingebied Oranjezon
- Monster: Het planten van bossen en struiken en de constructie van een 11 meter hoge Bloedberg (1934)
- Nijmegen: Het Goffertpark met het oude Goffertstadion (zie N.E.C.) (1935-1939).[5]
- Nijmegen: Vergroten van de Nieuwe Haven (1934)
- Nijverdal: Woeste gronden ontginnen nabij boerderij Twilhaar, Kamp Twilhaar
- Ommen: Ontginningen en aanleg bos, o.a. Alteveer, Arriën, Landgoed Junne, Landgoed Eerde en bij de Laarbrug
- Otterlo: Recreatieplas de Zanding
- Rijswijk: aanleg van de Haven van Rijswijk
- Roosendaal: Burgemeester Coenenpark en de Parklaan (1934)
- Rotterdam: Kralingse Bos
- Ruurlo werkkamp De Zomp
- Sittard: Stadspark (1920-1927)
- Soest: Openluchtzwembad
- Staphorst: Boswachterij Staphorst (Zwarte Dennen) (1930-1940)
- Tietjerksteradeel: Inpoldering van de Zwarte Broek onder Molenend
- Tilburg: Wandelbos (1920-1937)
- Twentekanaal
- Utrecht: Julianapark (1935)
- Vliegveld Valkenburg
- Valleikanaal (1935-1939)
- Vlagtwedde: Ontginning in Jipsinghuizen
- Vlissingen: Egaliseren terrein rondom voormalig Fort de Ruyter (1937-1938)
- Voorschoten: Burgemeester Berkhoutpark (1937)
- Vriezenveen: Ontginnen van "woeste grond" Weitemanslanden
- Westernieland: De Slikken, gemeente Groningen, inpoldering waddenzee voor Linthorst Homanpolder[6]
- Westerwolde Kamp De Beetse bij Sellingerbeetse
- Winterswijk: Het Strandbad
- Zeist: De stuifheuvel